# John Doe (Musiker)

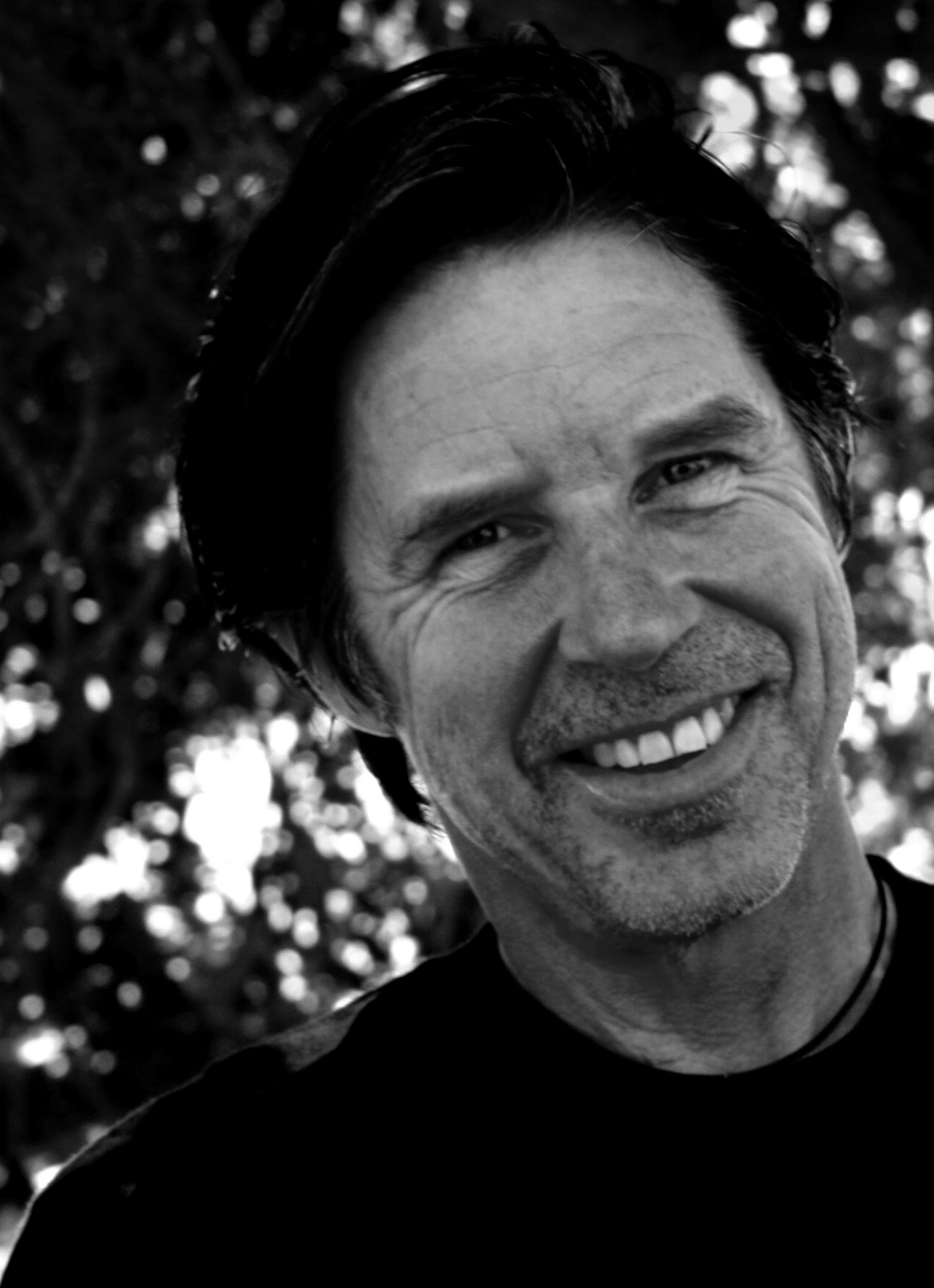
John Doe

John Doe (* 25. Februar 1954 in Decatur, Illinois als John Nommensen Duchac) ist ein US-amerikanischer Sänger, Songwriter, Gitarrist, Bassist und Schauspieler. Doe ist Mitbegründer der Punkrock-Band X. Zeitweise spielte er auch bei den Gruppen The Flesh Eaters und The Knitters. Als Schauspieler war Doe in zahlreichen Fernsehserien und mehreren Filmen zu sehen.

## Biografie
1977 gründete John Doe mit anderen in Los Angeles die Punkrock-Band X. Er gilt als einer der einflussreichsten Musiker in der amerikanischen Alternative-Rock-Szene der frühen 1980er Jahre.
1990 veröffentlichte Doe sein erstes Soloalbum, auf dem er Country-Rock spielte. In den 1990ern gab es auch wieder Aufnahmen mit X, bis die Band sich schließlich auflöste und nur noch sporadisch auftrat. 
Ab 1986 trat Doe als Schauspieler in Erscheinung. Bereits vorher hatte es zwei Filmdokumentationen mit der Band X gegeben.

## Diskografie
Siehe auch Veröffentlichungen mit X und den Knitters

### Soloalben und Kollaborationen
- 1990: Meet John Doe
- 1995: Kissingsohard
- 2000: Freedom Is...
- 2002: Dim Stars, Bright Sky
- 2005: Forever Hasnʼt Happened Yet
- 2006: For the Best of Us
- 2007: A Year in the Wilderness
- 2009: Country Club (mit The Sadies)
- 2011: A Day at the Pass (mit Jill Sobule)
- 2011: Keeper

## Filmografie
- 1981: The Decline of Western Civilization
- 1986: X: The Unheard Music
- 1986: Salvador
- 1987: Blondinen sterben früher (Slam Dance)
- 1987: Border Radio
- 1989: Road House
- 1989: Great Balls of Fire – Jerry Lee Lewis – Ein Leben für den Rock’n’Roll (Great Balls of Fire!)
- 1991: Liquid Dreams
- 1991: A Matter of Degrees
- 1992: Roadside Prophets
- 1992: Pure Country
- 1994: Wyatt Earp
- 1994: Glory Days
- 1995: Georgia
- 1996: Scorpion Spring
- 1997: Black Circle Boys
- 1997: Vanishing Point
- 1997: Touch
- 1997: Party of Five (1 Episode)
- 1997: The Price of Kissing
- 1997: Wie ich zum ersten Mal Selbstmord beging
- 1997: Boogie Nights
- 1997: Get to the Heart: The Barbara Mandrell Story
- 1998: Lone Greasers
- 1998: The Pass
- 1998: Black Cat Run
- 1998: Odd Man
- 1999: Drowning on Dry Land
- 1999: Veronica  (1 Episode)
- 1999: Sugar Town
- 1999: Knocking on Deaths Door
- 1999: Carrie 2 – Die Rache
- 1999: Auf die stürmische Art
- 1999: Wildflowers
- 1999: Brokedown Palace
- 1999: Martial Law (1 Episode)
- 1999: The Strip (1 Episode)
- 1999–2002: Roswell (18 Episoden)
- 2000: The Specials
- 2000: Emergency Room (1 Episode)
- 2001: Gypsy 83
- 2001: Jon Goodʼs Wife
- 2002: Employee of the Month
- 2002: The Good Girl
- 2002: Bug
- 2002: Fastlane (1 Episode)
- 2002: Red Zone
- 2003: Wuthering Heights
- 2003: Peacemakers (1 Episode)
- 2003: Law & Order (1 Episode)
- 2003: Carnivàle (2 Episoden)
- 2004: Hart am Limit
- 2004: Tom 51
- 2005: We Jam Econo
- 2005: Lucky 13
- 2005: X – Live in Los Angeles
- 2005: CSI: Miami (1 Episode)
- 2006: The Darwin Awards
- 2006: Jammin (1 Episode)
- 2007: Ten Inch Hero
- 2007: The Sandpiper
- 2008: Man Maid
- 2008: Absent Father
- 2008: One Tree Hill
- 2009: Die Zauberer vom Waverly Place (1 Episode)